# Lijst van voetbalinterlands Oezbekistan - Syrië
Deze lijst van voetbalinterlands is een overzicht van alle officiële voetbalinterlands tussen de nationale teams van Oezbekistan en Syrië. De landen hebben tot nu toe zeven keer tegen elkaar gespeeld. De eerste ontmoeting, een groepswedstrijd tijdens de Azië Cup 1996, werd gespeeld in Al Ain (Verenigde Arabische Emiraten) op 12 december 1996. Het laatste duel, een groepswedstrijd tijdens de Azië Cup 2023, vond plaats op 13 januari 2024 in Doha (Qatar).

## Wedstrijden
| № | Plaats   | Datum            | Competitie           | Wedstrijd           | Uitslag |
| - | -------- | ---------------- | -------------------- | ------------------- | ------- |
| 1 | Al Ain   | 12 december 1996 | Azië Cup 1996        | Oezbekistan − Syrië | 1 − 2   |
| 2 | Tasjkent | 1 september 2016 | WK 2018 kwalificatie | Oezbekistan − Syrië | 1 − 0   |
| 3 | Krubong  | 23 maart 2017    | WK 2018 kwalificatie | Syrië − Oezbekistan | 1 − 0   |
| 4 | Tasjkent | 6 september 2018 | Vriendschappelijk    | Oezbekistan − Syrië | 1 − 1   |
| 5 | Tasjkent | 11 juni 2019     | Vriendschappelijk    | Oezbekistan − Syrië | 2 − 0   |
| 6 | Sharjah  | 12 november 2020 | Vriendschappelijk    | Oezbekistan − Syrië | 0 − 1   |
| 7 | Doha     | 13 januari 2024  | Azië Cup 2023        | Oezbekistan − Syrië | 0 − 0   |

## Samenvatting
| Competitie        | Totaal gespeeld | Winst Oezbekistan | Gelijk | Winst Syrië | Doelsaldo Oezbekistan – Syrië |
| ----------------- | --------------- | ----------------- | ------ | ----------- | ----------------------------- |
| WK-kwalificatie   | 2               | 1                 | 0      | 1           | 1 − 1                         |
| Azië Cup          | 2               | 0                 | 1      | 1           | 1 − 2                         |
| Vriendschappelijk | 3               | 1                 | 1      | 1           | 3 − 2                         |
| Totaal            | 7               | 2                 | 2      | 3           | 5 − 5                         |

UFF · A-internationals · Bondscoaches · Statistieken · Oezbeeks vrouwenelftal · Olympisch elftal · Oezbekistan U21 · Oezbekistan U20 · Oezbekistan U19 · Oezbekistan U18 · Oezbekistan U17
1990 – 1999 ·
2000 – 2009 ·
2010 – 2019 ·
2020 – 2029 ·
1994 · 
1995 · 
1996 · 
1997 · 
1998 · 
1999 · 
2000 · 
2001 · 
2002 · 
2003 · 
2004 · 
2005 · 
2006 · 
2007 · 
2008 · 
2009 · 
2010 · 
2011 · 
2012 · 
2013 · 
2014 ·
2015 ·
2016 ·
2017 ·
2018 ·
2019 ·
2020 ·
2021 ·
2022 ·
2023
Albanië ·
Armenië ·
Australië ·
Azerbeidzjan ·
Bahrein ·
Bangladesh ·
Bolivia ·
Bosnië en Herzegovina ·
Burkina Faso ·
Cambodja ·
Canada ·
China ·
Costa Rica ·
Estland ·
Filipijnen ·
Georgië ·
Hongkong ·
India ·
Indonesië ·
Irak ·
Iran ·
Israël ·
Japan ·
Jemen ·
Jordanië ·
Kameroen ·
Kazachstan ·
Kirgizië ·
Koeweit ·
Letland ·
Libanon ·
Malediven ·
Maleisië ·
Marokko ·
Mexico ·
Mongolië ·
Montenegro ·
Nieuw-Zeeland ·
Nigeria ·
Noord-Korea ·
Oeganda ·
Oekraïne ·
Oman ·
Palestina ·
Qatar ·
Rusland ·
Saoedi-Arabië ·
Senegal ·
Singapore ·
Slowakije ·
Sri Lanka ·
Syrië ·
Tadzjikistan ·
Taiwan ·
Thailand ·
Turkije ·
Turkmenistan ·
Uruguay ·
Venezuela ·
Verenigde Arabische Emiraten ·
Verenigde Staten ·
Vietnam ·
Wit-Rusland ·
Zuid-Korea ·
Zuid-Soedan ·
Zweden
SFA · A-internationals · Syrisch vrouwenelftal
1940 - 1949 · 
1950 - 1959 · 
1960 - 1969 · 
1970 - 1979 · 
1980 - 1989 · 
1990 - 1999 · 
2000 – 2009 · 
2010 – 2019 ·
2020 − 2029
Afghanistan ·
Algerije ·
Australië ·
Bahrein ·
Bangladesh ·
Cambodja ·
China ·
Cyprus ·
Egypte ·
Filipijnen ·
Griekenland ·
Guam ·
Haïti ·
Hongkong ·
India ·
Indonesië ·
Irak ·
Iran ·
Japan ·
Jemen ·
Jordanië ·
Kazachstan ·
Kirgizië ·
Koeweit ·
Laos ·
Libanon ·
Libië ·
Malediven ·
Maleisië ·
Marokko ·
Mauritanië ·
Mauritius ·
Myanmar ·
Nepal ·
Noord-Korea ·
Oezbekistan ·
Oman ·
Pakistan ·
Palestina ·
Qatar ·
Rusland ·
San Marino ·
Saoedi-Arabië ·
Singapore ·
Soedan ·
Sovjet-Unie ·
Sri Lanka ·
Tadzjikistan ·
Taiwan ·
Thailand ·
Tunesië ·
Turkije ·
Turkmenistan ·
Venezuela ·
Verenigde Arabische Emiraten ·
Vietnam ·
Wit-Rusland ·
Zuid-Jemen ·
Zuid-Korea ·
Zweden